# Christian Hülsmeyer
Christian Hülsmeyer (1881-1957) est un inventeur allemand qui a notamment travaillé sur le principe du radar. Il développe un ancêtre de celui-ci appelé le « Telemobiloskop » en 1904. Malgré les succès de son appareil, les autorités du pays ne s'intéressent pas à son invention et il sombre dans l'oubli.

## Jeunesse
Hülsmeyer est né le 25 décembre 1881 à Eydelstedt en Allemagne du Nord, fils d'un charpentier. Il se révèle être un élève particulièrement doué. Venant d'une famille très modeste, son professeur met en œuvre des moyens pour lui permettre de poursuivre ses études, les enfants arrêtant leurs études vers 12 ans. Après ses études primaires, il est envoyé à un collège pour la formation des enseignants à Brême. Il y expérimente pour la première fois en laboratoire les principes de l'électricité et une fois ses études terminées, il cherche un emploi chez Siemens-Schuckert.

## Invention
Hülsmeyer y travaille environ deux ans, en particulier sur les équipements électriques pour navires. Après la mort d'un ami dans une collision entre navires, il quitte la compagnie pour aller à Düsseldorf avec en tête une idée pour un appareil de détection des obstacles maritimes à l'aide des ondes radio. Il y travaille seul et en 1904, il obtient un brevet (Reichspatent Nr. 165546). Son « Telemobiloskop » utilise un émetteur à éclateur pour produire une onde radio. Celle-ci est orientée en direction par une antenne multipolaire. L’onde frappant un obstacle métallique, comme un navire, était en partie réfléchie vers la source où deux antennes dipolaires servaient de récepteur qui sonnait une cloche lors de détection. Ce système pouvait repérer l’azimut approximatif des navires jusqu’à 3 kilomètres, sans pouvoir déterminer la distance. La même année, Hülsmeyer utilisa son « Telemobiloscope » au sommet d’une tour et fit un sondage vertical pour trouver l’angle d’élévation du retour maximal, ce qui donnait, par de simples considérations géométriques en tenant compte de la courbure terrestre, la distance approximative du navire. 
Hülsmeyer donna une démonstration en Allemagne et aux Pays-Bas. Cependant, la marine allemande ne fut pas impressionnée, ni aucune des compagnies maritimes approchées. Un des problèmes était le fait qu'en cas de trafic maritime intense autour de l'émetteur, le signal de retour subissait de multiples réflexions. De plus, la portée était limitée, plus faible en fait que la portée des bruits de moteurs d'un navire, et l'appareil assez difficile d'utilisation. Il se remit au travail et le 16 janvier 1906, il obtint un second brevet (américain celui-là) pour une version améliorée qui permettait de filtrer les échos parasites.
Le manque d’intérêt des autorités pour cette amélioration fit sombrer l’appareil dans l’oubli. Avec le naufrage du Titanic en 1912 et la Première Guerre mondiale en 1914, on peut se demander comment l'invention de Hülsmeyer aurait pu changer le monde.